# Max Baum
Max Baum (* 13. Januar 1876 in Bischleben; † unbekannt) war ein deutscher Handwerker und Politiker (SPD).

## Leben
Baum war gelernter Maurer. Von 1909 bis 1932 war er Geschäftsführer des Konsumvereins in Malchin, wo er seit 1919 auch in der Bürgervertretung saß. Ab 1919 gehörte er dem Verfassunggebenden Landtag von Mecklenburg-Schwerin an.